# 西大和学園中学校・高等学校
西大和学園中学校・高等学校（にしやまとがくえんちゅうがっこう・こうとうがっこう、英: Nishiyamato Gakuen Junior High School and High School）は、奈良県北葛城郡河合町薬井に所在し、中高一貫教育を提供する私立中学校・高等学校。
高等学校において、中学校から入学した内部進学の生徒と高等学校から入学した外部進学の生徒との間で、混合せずクラスを編成する併設型中高一貫校（別クラス型）。

## 概要
1986年（昭和61年）、西大和学園高等学校が開校。1988年（昭和63年）、西大和学園中学校が開校。高等学校から入学の3年教育課程である高等部（男女共学）と6年中高一貫教育課程である中学部（男子のみ）の構成となった。
1991年（平成3年）、高等学校入試から帰国子女の受け入れを開始し、また、文部省から「帰国子女教育研究協力校」として指定を受けた。翌1992年には、遠距離通学生や帰国子女向けに、男子生徒用の寄宿舎（青雲寮）を開寮。1993年にアメリカ・カリフォルニア州に開校した西大和学園カリフォルニア校からの帰国生の受け入れ先にもなっている。
2002年、寮のある学校13校と共に全国私立寮制学校協議会を発足させ、合同説明会と中学校入試（東京会場）の独自説明会を早稲田大学にて実施。翌2003年度より中学校入試において東京会場を設定し、東日本の小学校男子卒業者の募集を開始した。以降、岡山、広島、福岡、名古屋（東海）、札幌、沖縄、シンガポールの各都市に入学試験会場を設定し、寄宿（寮）制の中高一貫教育校として全国（海外）募集を展開している。

## 教育理念
建学の精神
- 私学の独自性と教育機関としての公共性に基づき、学生・生徒本位の教育を実践する。
- 学生・生徒の人間としての真の成長を願い、学園の持てる力を結集し情熱をもって指導する。
- 人間性豊かな有為な人材を育成することにより、広く社会に貢献する[11]。

教育理念
- 国づくりは人づくり 人づくりは教育[1]

目指す学校像
- 磨かれた「知」を備え、豊かな人間性を持ち、世界を舞台に活躍する次世代を担うリーダーを育成する[12]

目指す具体的なリーダー像
- 磨かれた「知」を備えたリーダー - 世の中に存在する諸問題について、科学的洞察力と論理性を持って解決する力を有するリーダーを育てる
- 世界を舞台に活躍するリーダー - 大局的な歴史観、確固たる倫理観を持ち合わせ、本物の国際性を有する人材となるために、世界水準の人格形成を目指す
- 豊かな人間性を持つリーダー - 信念を持ってやり遂げる気概・気迫を育て、「利他の精神」を持つリーダーを育てる

校訓
建学の精神に基づき、教育の方針となる校訓を定めている。
- 探究 (Study) - 探究心に満ち知識や情操を養う
- 誠実 (Sincerity) - 誠実に徹し、高邁な品性を培う
- 気迫 (Spirit) - 気迫にみなぎる強い意志を育む

生活実践目標
校訓の精神に基づく教育の成果を図るため、以下の、日々の生活実践目標を定めている。
- 時を守る - 時間を厳守する
- 場を清める - 素晴らしい学習環境の下で学習することにより、学習意欲が高まる
- 礼を正す - 挨拶は自他敬愛の姿である

## 沿革

### 略歴
1986年1月、当時奈良県議会議員で文教委員だった田野瀬良太郎が、毎年奈良県から大阪府下の私立高校へ進学する生徒の数が3,000名以上あることを知り、進学を目指す男女共学の高等学校を創立。4月には、奈良盆地西部の馬見丘陵北端部に位置する、西大和ニュータウン北西外縁部の雑木林に囲まれた地に開校。1988年4月には中学校が併設され、開校した。
2014年度より女子中等部を新設し、中学校からも女子が入学。併設型中高一貫教育校となった。2021年度に、中学校の女子学級を増設した。

### 年表
- 1985年（昭和61年）
  - 6月5日 - 西大和学園高等学校設立準備委員会事務所を開設[14]
  - 12月 - 西大和学園高等学校設置認可申請
- 1986年
  - 1月8日 - 学校法人西大和学園が、設置場所を奈良県北葛城郡河合町薬井295番地に定めて設立[3]、設置認可
  - 3月15日 - 管理棟・校舎棟および体育館完成[3]
  - 4月10日 - 西大和学園高等学校開校式・第1回入学式を挙行[3]
  - 6月1日 - 竣工式を挙行。創立記念日と定める[3]
- 1987年 - 中学校校舎竣工
- 1988年
  - 3月 - 西大和学園中学校設置認可
  - 4月4日 - 西大和学園中学校第1回入学式を挙行[3]
- 1990年（平成2年）- 高等学校入学試験に帰国子女枠を設置[5]
- 1991年
  - 4月 - 帰国子女受け入れ、5名が入学[5]
文部省「帰国子女教育研究協力校」として指定される
  - 8月 - 中学校校舎棟増築工事竣工。進路指導室および保健室が移転[6]。
- 1992年
  - 1月 - 柔剣道場・食堂棟竣工
  - 4月 - 西大和学園青雲寮竣工。第1回入寮式挙行[3]。
- 1993年4月10日 - ロサンゼルス郊外のローリングヒルズに西大和学園カリフォルニア校開校[注釈 1]
- 2002年
  - 4月 - 文部科学省より「スーパーサイエンスハイスクール」の指定を受ける
  - 6月19日 - 全国私立寮制学校協議会発足に参加[8]
  - 10月27日 - 中学校入試（東京会場）説明会を実施[9]
- 2012年
  - 中学2年生対象に教育と探究社のクエストエデュケーションプログラムを採用、実施開始
- 2014年
  - 4月 - 西大和学園中学校女子中等部を設置[4][注釈 2]
  - 高校1年生を対象に、iPadを用いた授業を開始
- 2015年4月 - 西大和学園高等学校 高等部 東大・京大・国公医コース設置[4]
- 2016年4月 - 西大和学園第二グラウンド竣工[4]
- 2018年 - 高校1年生を対象に、Chromebookを用いた授業を開始
- 2019年
  - 3月17日 - 西大和学園清栄寮開寮[3]
  - 4月 - 高校1年生・2年生の希望者を対象に、Action Innovation Program（AIP；アクション・イノベーション・プログラム）を開始[4]
- 2021年（令和3年） - 女子クラスを1つ増設[注釈 3]
- 2022年
  - 10月15日 - 新たな音楽室、視聴覚室となるリズム館竣工[15]
  - 普通教室2つを増設開始
- 2023年 - 管理・中学校舎棟の増築工事を開始
- 2024年 - 中学校舎棟増設工事完成

## 所在地・交通アクセス
- 奈良県北葛城郡河合町薬井295番地

交通アクセス
- 奈良交通バス「星和台1丁目」停留所より北西へ約100m（徒歩約1分）
- 近鉄田原本線大輪田駅より西南西へ約900m（徒歩約12分）
- JR大和路線／和歌山線／近鉄生駒線「王寺駅」より南東へ約1.6km（徒歩約22分）

自転車通学
自転車通学は届出制で、正門を入って左側の駐輪場に駐輪する。
また、自転車通学の際はヘルメットの着用が義務である。
毎年4月または5月に講習会が実施される。

## 象徴

### 校章
重なり合う三つの三角形は、上の三角形が知を、下の二つがそれぞれ徳と体を象徴。知、徳、体の調和・融合と、知は徳に支えられて初めて真の知・叡智になり得ることを意味する。同時に、この三つは、信貴山、二上山、葛城山をも象り、またこの三つで、全体として西という字をデフォルメさせている。

### 校歌
作詞：田野瀬良太郎（創立者、大和大学学長）、作曲：松本伸司（大和大学副学長）

## 編成
中学生および中学から内部進学した高校生を「中等部」、それ以外を「高等部」に区分し、実質上、6年制と3年制のコースに分けて教育課程を展開している。
高等学校
- 全日制普通科
  - 東大・京大・国公医コース（「高等部」） - 約360名（募集人員約120名；高等部）
  - 「中等部」- 約660名（併設の西大和学園中学校からの進学者約220名）

中学校
- 男子 - 約540名（募集人員約180名）
- 女子 - 約120名（募集人員約40名）

## 課業
学年制を採用している。2学期制であり、前期が4月〜10月上旬、後期が10月中旬〜3月となっている。
月曜日から金曜日9:05〜9:15と土曜日8:55〜9:05の各10分間はショート・ホームルーム (SHR) を実施し、毎週火曜日は60分のロング・ホームルーム (LHR) が実施されている。

## 教育課程
中学校主要教科の課程を中学校第2学年までに、高等学校主要教科の課程を高等学校第2学年までに修了するカリキュラムとなっている。
中学校の総授業時数は4,420で編成されており、学校教育法施行規則第73条で標準とする総授業時数の145.2%に相当する。国数英理社の主要教科に限れば155.8%、国数英に限れば175.6%に相当の授業時数である。
高校の芸術（「音楽」・「美術」）1単位は、それぞれ中3で履修するため、「音楽」と「美術」の授業時数は標準より35多い。また高校「家庭基礎」1単位は、中1・2で履修するため、「技術・家庭」の授業時数は標準より30多い。高校の「社会と情報」1単位は、中学1年生・2年生で「SSJ」で履修する。

### 外部機関特別講座
希望者を対象に、外部講師による大学入試に向けた進学塾の出前講座を、アップ (学習塾)の研伸館と提携し開催。科目は英語、理科、社会がメイン。また補習が必要な生徒には、学校内完全1対1個別指導授業をスクールTOMAS社と提携して実施。

### スーパーサイエンスハイスクール (SSH)

#### 中高一貫型プラン
中学校ではSSJ (Super Science Junior) と称し、中学1年生にウミガメの産卵観察会や化石採集、星空の観察などの自然体験を、中2では実在企業のインターンとして実社会に関わるキャリア教育を展開。1月頃から卒業研究のテーマ・方向性を決め始め、中3で卒業研究に本格的に取り組む。制作コースと研究コースの2つを選ぶことができ、研究コースを選択する者が多いが、制作コースを選ぶ者もいる。
高等学校ではSSHとして本格的な活動に取り組む、体系的なプランを形成する。
- アカウミガメの産卵観察会（1泊2日）
- 化石発掘会
- 星座観察会
- オリオン座流星群観察会（1泊2日）
- ふたご座流星群天体観測会
- 職業体験（発電所・県庁・新聞社・動物園）

#### 流れと主なプログラム
高1では「自由研究コース」と「企業研究コース」に分かれ、それぞれ実験や検証方法の考察を行う。前者のコースではSS (Super Science) 講義・SS科学・SSディベートなどの講座を受けて自ら研究したいテーマを設定し、後者のコースでは企業研究者による講演・実習を通してテーマを設定する。高校2年生は奈良先端科学技術大学院大学 (NAIST)、京都大学でのラボステイ（研究室体験）において講義や実験を含む実習に参加し、奈良スーパーサイエンスフェスティバルで成果をポスターやプレゼンテーションで発表する。
- NAISTラボステイ
- 京都大学ラボステイ
- 科学の甲子園全国大会
- 企業研究者によるセミナー
- 電子情報通信学会
- ラボステイ（京都大学・NAIST等）

## 生徒会活動

### 生徒会執行部
中高ともに、各会長1名、副会長1名、役員8名、中高合わせて計20名で構成されている。

### 各委員会
代表委員会、各専門の6委員会、風紀委員会の計8委員会が設置されている。
- 代表委員会
- 新聞委員会
- 体育委員会
- 図書委員会
- 保健委員会
- 生活委員会
- 美化委員会
- 文化祭実行委員会
- 風紀委員会
- 選挙管理委員会

### 主な生徒会活動
- 行事の企画・運営 – 文化祭、体育祭、マラソン大会、球技大会等
- 生徒指導関係 – 清掃、挨拶、マナー向上の生徒への啓発活動
- クラブ活動 – マナー、活動場所の清掃等をキャプテン会議を通して指導
- ボランティア活動や募金活動のリーダー
  - 募金活動
  - クリーン活動
- 他校生徒会との情報交換
- 新入学生に対する学校ルール・マナー指導[21]

## 学校行事
- 4月 – 入学式、オリエンテーション、遠足（オリエンテーション合宿は中1と中等部高1のみ）
- 5月 – 体育祭（青雅祭）
- 6月 – 創立記念日
- 7月 – 富士登山（中2）
- 8月 – 夏休み（3週間程度。活動する部もある）、夏季特別授業（高3）、ファームステイ、アメリカホームステイプログラム
- 9月 – 文化祭（清栄祭）、芸術鑑賞会
- 10月 – アメリカグローバル研修プログラム（中3）、海外探究プログラム（高1）
- 11月 – 球技大会
- 12月 – 冬休み（2週間程度）
- 1月 – カルタ大会
- 2月 – マラソン大会（高3以外の全学年）、スキースクール（中1）
- 3月 – 卒業式、春休み（3/24～4/3）、ハートグローバル

### 清榮祭
文化祭は「清榮祭」と呼ばれ、毎年9月上旬の金曜日・土曜日の2日間に渡り開催される。3日間の全日準備期間がある。1987年に「西大和学園文化祭」として開催が始まった。

### 青雅祭
体育祭は「青雅祭」と呼ばれ、毎年5月上旬の平日に開催される。2012年より会場を京セラドーム大阪に移し、天候に左右されることなく開催できるようになった。中1から高3まで縦割り赤・青・黄・白の4色の団を結成し、得点を争い優勝を目指す。2011年度までは2日間にわたり中高別で開催されていたが、2012年度以降は中高合同で1日のみの開催となる。約4日間の全日準備期間がある。尚、2025年度からはパフォーマンスの重複を避けるために縦割りが橙・桃・紫・灰の4色に変更された。

### その他の行事
体育行事
- 富士登山 - 毎年7月、中学2年生全員を対象に、富士山登頂に挑戦。自分の極限に挑むと同時に、クラスメイトがお互いに助け合う心を育成する。
- 球技大会 - 毎年11月に生徒会・体育委員会の企画・運営により実施されている。年度により実施される競技やルールが異なる。
- マラソン大会 - 毎年2月、生徒会体育委員会の企画・運営により実施されている。午前は中学の部、午後は高校3年生を除く高校の部の二部に分けて実施。
- スキースクール - 毎年2月に中学1年生全員を対象に、志賀高原スキー場にて4泊5日の日程で実施されるスキー講習会。冬の楽しさと自然の素晴らしさを体感するとともにスキーに親しみ、スポーツの良さや楽しさを体得することを目的としている。

文化行事
- ファームステイ - 毎年8月、中学1年生全員を対象に、思いやりの心を育て、食べ物や自然などの大切さを学ぶ。また、職業としての農林業の意味を理解する。コロナ禍は実施されず、2022年度は、学生を受け入れてくれる農家がおらず、第一次産業体験合宿というものが代わりに行われた。
- 芸術鑑賞会 - 毎年9月、あらゆる分野で高く評価されている一流の芸術を鑑賞する。2023年度は宝塚歌劇団の観覧を予定していたが、劇団側の不祥事により中止になった。
- カルタ大会 - 毎年2月、中1～3全員を対象に実施されている。
- 心の教育 講演会 - 各界の第一線で活躍する講師を招き、心の成長に関するテーマの話を伺う。主体的に行動できる自立した精神の養成を目的としている。

### 国際教育

#### アメリカグローバル研修プログラム
中学3年生全員を対象に、アメリカでのホームステイを12日間実施している。
中学1期生（高校6期生）を対象に、国際理解教育の一環として「語学研修旅行」と称した修学旅行を、1990年以来、実施している。

#### 短期アメリカ留学
毎年中学3年生希望者を対象に冬休み頃から卒業式直前までの3ヶ月間、アメリカまたはカナダへの短期留学を実施している。設定された成績基準を上回らなければ参加できない。また、中3から任意で長期間留学に参加することもできるが、帰国後は高等部への編入となる。

#### 海外探究プログラム（アジア）
高校1年生全員を対象に、アジアの国々を訪れ、学校交流会などを通して国際人としての教養を身につける。インドネシア、ベトナム・カンボジア、フィリピンの3コースから選択するため、事前学習を行い、訪問前からそれぞれの国の実情を探究する。過年度では、インド、ベトナム・カンボジア、シンガポール・マレーシアの3コースやインド、中国、ベトナム・カンボジアの3コース（2019年度）から訪問先を選択していた。
国際理解教育の一環として「海外探究旅行」と称した修学旅行から発展し、実施されている。1986年度から1988年度まで訪問先は中華人民共和国であったが、天安門事件以降は韓国に変更された。また中国・西安では西安交通大学附属中学校と、韓国・ソウルでは宇信高等学校と交流会を持った。過去には約2週間の行程となっていた。

#### 次世代リーダー養成プログラム
中等部高校1年生・高等部高校2年生の希望者を対象に、ハーバード大学で学生と交流。MIT（マサチューセッツ工科大学）も訪問し、日本人留学生や研究者と交流する機会が設けられている。

#### ハートグローバルプログラム
毎年5月、中3を対象に、2013年から実施。パフォーマンスを通じて教育活動を行う活動であり、コミュニケーションや国際理解の大切さを、パフォーマンスを通じて体験的に学ぶ機会。

### アクションイノベーションプログラム (AIP)
2014年からの文部科学省の「スーパーグローバルハイスクール」事業の後継として、2019年度からグローバルビジネスリーダー育成を目的とした「アクションイノベーションプログラム (AIP)」を開始し、イノベーション創発人材を育成。

#### クエストエディケーションプログラム
キャリア教育の一環として導入され、大手企業の何れかにエントリーして、学校にいながらインターンシップを体験するという取り組みである。

#### AIセミナー（トップランナー講義）
様々な業界のトップランナーの生き様や考え方に触れ、かつて経験をしたことのない刺激を受けることができる。

#### エンパワーメントプログラム、イングリッシュキャンプ
世界トップ大学の学生たちとホームステイ、ディスカッション、プレゼンテーション等を行う、リベラルアーツ教育を取り入れた1週間のプログラム。

### 体験学習
低学年（中1～中3）を中心に希望者を募り体験学習を実施。年度ごとに異なる企画が行われるが、例としては以下の通り。
- 琵琶湖カヤック、キャンプ宿泊会（1泊2日）
- 琵琶湖生物探索クルーズ
- ホタルの観察会
- ガーネット・サファイアの原石採取
- 社会福祉施設での農作業体験
- 帆船乗船体験
- 国蝶オオムラサキの観察
- ならまちフィールドワーク
- ふたご座流星群天体観測会
- 座禅体験
- 外国人観光客への通訳体験
- 航空運輸産業職業体験
- 裁判所体験
- 大学附属病院医療体験
- 磯採集
- グリーンアドベンチャーキャンプ
- 亀の瀬地すべり対策見学会
- 万葉集の時代へタイムスリップ
- 山辺の道散策

## クラブ活動
休養日を、平日は2日以上、土日は1日以上の週3日以上設けることとされており、活動日を週1日または週3日とする部が多い。
高校生は部と特別局の兼部のみ、中学生は体育系クラブと文化系クラブの兼部が認められている。

### 体育系クラブ
中学・高校
- 陸上競技部
- サッカー部
- バレーボール部
- バスケットボール部
- 卓球部
- 剣道部
- 柔道部
- 硬式テニス部

中学のみ
- 中学軟式野球部

高校のみ
- 硬式野球部

### 文化系クラブ
中学・高校
- コンピューター部
- 茶華道部
- 書道部
- 地理・歴史部
- 囲碁・将棋部 – 2012年に囲碁部門が加わり、「将棋部」から名称変更
- 鉄道研究部
- 科学部
- 競技かるた部 – 2012年に「競技かるた同好会」から部に昇格
- 吹奏楽部
- クイズ研究部
- 現代美術研究部
- 写真部
- 映画研究部
- 数学研究部
- 放送部

中学のみ
- ESS

高校のみ
- 模擬国連部

### 特別局
- 新聞部
- ハートフル・クラブ
- 技術統括局 – 旧：生徒会電算部
- 放送部

## 受賞歴

### 科学オリンピック
科学オリンピックにおいて受賞歴がある。
化学グランプリ
- 2022年 第25回2022 大賞

物理チャレンジ
- 2022年 第18回2022　銀賞・実験優良賞

日本生物学オリンピック
- 2015年 2015本選 広島大会 金賞
- 2016年 2016本選 筑波大会 茨城県知事賞・金賞
- 2022年 2022本選 鶴岡大会 金賞・慶應SFC学会会長賞

科学地理オリンピック日本選手権
- 2019年 第14回 金メダル
- 2020年 第15回 金メダル
- 2022年 第17回 金メダル・銀メダル

科学の甲子園ジュニア
- 2021年 第9回全国大会 総合成績5位・協働パートナー賞

### クラブ活動
- 鉄道研究部

鉄道模型コンテストの入賞常連校・強豪校として知られており、校内でも高い評価を受けている。
- 鉄道模型コンテスト

- 2014年 第6回2014 HO車輛部門 優秀賞（第2位）
- 2018年 第10回2018 モジュール部門 ベストクリエイティブ賞
- 2023年 第15回2023 モジュール部門 審査員特別賞

- クイズ研究部
  - 全国高等学校クイズ選手権
    - 2021年 第41回2021 決勝大会 優勝
- 囲碁・将棋部
  - 全国高等学校総合文化祭（将棋部門）奈良県予選
  - 2013年 第37回 男子団体戦 優勝
  - 文部科学大臣杯小・中学校将棋団体戦 奈良県予選
    - 2024年 第20回 中学生団体戦 準優勝
- 模擬国連部
  - 全日本高校模擬国連大会
    - 2012年 第6回 審査員特別賞
    - 2017年 第11回 ベストポジションペーパー賞
    - 2022年 第16回 A議場：優秀賞
- 2023年 第17回 A議場：最優秀賞
- 吹奏楽部
  - 奈良県吹奏楽コンクール
    - 2022年 第63回 金賞

## 中高関係者と組織

### 中高関係者組織
- 西大和学園高等学校同窓会 - 西大和学園中学校・高等学校の卒業生による同窓会組織。
  - 関東同窓会 - 関東地方に居住または勤務する卒業生による同窓会組織で、事務局を東京都内に置く。
- 西大和学園育友会 - 保護者会組織で、事務局を学園内に置く。年度末に機関誌「信頼」を発行する。
- 西大和学園振興会 - 卒業生保護者会組織で、卒業後も保護者同士の交流を深め、母校の振興に役立ちたいという要望に応え、1992年に発足。

## 施設

### 青雲寮
男子生徒用の寄宿舎として、青雲寮（中1～高1）が学園敷地内に、清榮寮（高2・高3）が隣接する大和大学白鳳短期大学部の敷地内に所在する。自宅からの通学所要時間が片道2時間以上であることが入寮条件となっているが、大学受験への配慮として、主に高校2年生から、通学時間が2時間以内でも入寮が許可される場合がある。
2階建ての管理棟と3階建ての宿舎棟を渡り廊下で結ぶ構造で、2〜4人部屋19室、10人部屋8室、学習室、談話室、アトリウム状のホール、大浴場、洗濯室、事務室、寮母室等を備え、最大156名収容可能。ただし食堂は無く、学園の食堂を利用する。
青雲寮では各学年に寮担任、副寮担任、指導官の3名が配属され、また個別学習支援システム（スクールTOMAS）を導入し、個別指導塾と密接に連携した取り組みを行っている。

## 対外関係

### 大学との協定
- 京都大学と奈良県との教育分野の連携に関する協定および覚書（2014年締結）における奈良県の連携校[28]

### 姉妹校・兄弟校
- 大和大学
  - 白鳳短期大学部

### 系列校
- 西大和学園カリフォルニア校
- なかよし保育園
- 西大和保育園